# Raphidiocystis mannii
Raphidiocystis mannii är en gurkväxtart som beskrevs av Joseph Dalton Hooker. Raphidiocystis mannii ingår i släktet Raphidiocystis och familjen gurkväxter. Inga underarter finns listade i Catalogue of Life.